# Сънища
Сън е състояние, присъщо за всички бозайници.
Една трета от живота ни преминава в спане. Това са сумарно около 20 години. Пет минути след края на съня човек забравя 50% от съдържанието му, а след десет минути забравя 90%. Проучвания в областта са установили, че мозъчните вълни са по-активни по време насън, отколкото в будно състояние.
За сънища обикновено се смятат серията от образи, чувства, звуци и цветове, които се появяват по време, когато организмът е заспал. Сънят се характеризира със забавяне на някои дейности на тялото – намаляват моторните функции, отслабва реакцията към външни стимули. При хората, a и бозайниците като цяло, периодичното сънуване, както и спането са жизнено необходими за оцеляването и доброто състояние на организма. Обикновено сънуването и спането са несъзнателен процес, въпреки че често съществува възможност за бързо събуждане. Тази лесна обратимост на съня е един от признаците, които го отличава от други процеси, съчетани с изпадане в безсъзнание, като припадъци и кома. Също така обаче, след дълги спорове, лабораторни експерименти убедително показват, че събуждане по време на сън е възможно, без това да нарушава дейността на съня. Сънят продължава ненарушен, а съзнателната перцепция е възстановена. Това е така нареченото съзнателно сънуване, което допреди се е смятало за недоказуема фикция. Биологичната функция на съня, а също и значенията му все още не са много добре разбрани. Въпреки това сънят е предмет на различни интерпретации от най-древни времена.

## Неврофизиология
Въпреки че сънищата силно корелират с така нареченото бързо движение на очите или REM, все повече изследвания показват, че сънища се появяват и извън това състояние или NREM. REM и NREM са част от петте фази, през които активността на мозъка преминава по време на спане. Тези фази се повтарят циклично на всеки около 90 минути, въпреки че всеки следващ цикъл има по-дълги REM и все по-малко от другите по-дълбоките състояния на спане. Все още не е изяснено, кои части на мозъка са въвлечени в сънуването, тъй като става все по-ясно, че то е комплексно явление и не може да бъде локализирано само в една зона. По време на сън активността на мозъка е сходна с тази по време на бодърстване с някои съществени разлики. При сънуване, зоните корелиращи с линеарно мислене биват суспендирани, докато се наблюдава повишена активност в зоните асоциирани с емоции и фантазия. Също така по време на сън някои невротрансмитери не се активират и така моторните неврони не биват стимулирани. До голяма степен е и занижена информацията постъпваща от петте сетива. В полето на неврофизиологията на сънуването съществуват редица полемики, нерешени въпроси и хипотези. Така например, една от хипотезите набиращи популярност е, че сънищата са резултат на ендогенни дози диметилтриптамин ДМТ, които се отделят в мозъка. ДМТ е известна още и като съставка, която се приема екзогенно с различни цели, включително ритуални.